# Чотиризубець Броуна
Чотиризубець Броуна (Tetrodontium brownianum) — вид мохів порядку чотирикінчикальних (Tetraphidales).

## Поширення
Батьківщиною є Європа, Північна Америка, Південна Америка, Нова Зеландія.

## Характеристика
Рослини без джгутикових пагонів. Спори 10–12 мкм. Вид часто плодоносить і утворює яйцювато-циліндричні спорофіти з характерними чотиризубчастими перистомами. Спори дозрівають влітку.